# Jarmuk
Der Jarmuk (auch Yarmuk, arabisch نهر اليرموك Nahr al-Yarmūk, DMG nahru ʾl-Yarmūk, hebräisch נָהָר הַיַּרְמוּךְ Nəhar haJarmūch, lateinisch Hieromyces) ist der größte Nebenfluss des Jordans. Er bildet die Grenze zwischen Syrien und Jordanien und kurz vor der Einmündung in den Jordan zwischen Israel und Jordanien.

## Verlauf

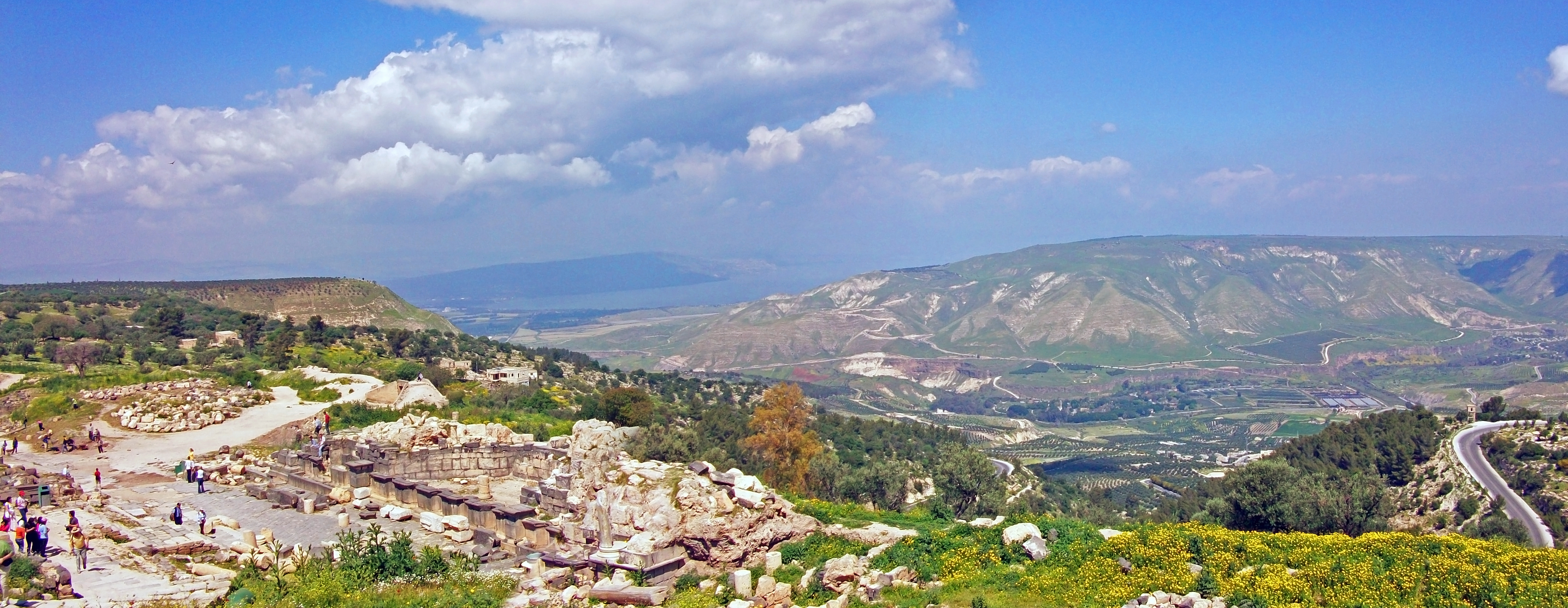
Gadara: Blick über das Jarmuk-Tal, im Hintergrund: der See Genezareth

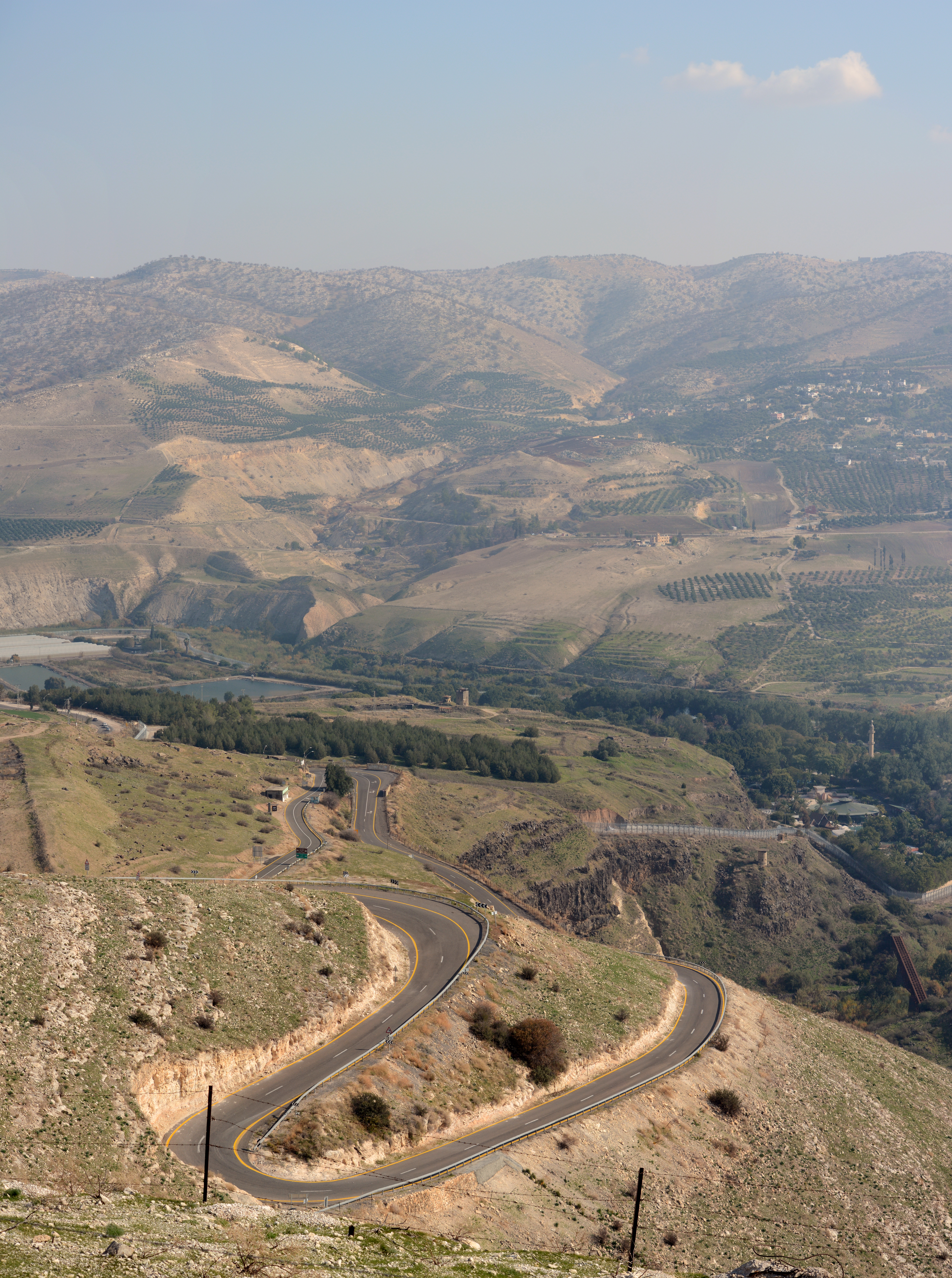
Jordanien: Blick über den Jarmuk auf die Golanhöhen

Die Quellflüsse des Yarmuk entspringen am unteren Südhang des Dschebel ad-Duruz. Die beiden einzigen perennierenden (ganzjährig Wasser führenden) Zuflüsse auf syrischer Seite sind der von Norden einmündende Nahr al-Ehrer (Nahr Harir), dessen Quelle 0,2 m3/s Wasser liefert, und Wadi Zeidi, dessen höchste Quellen um den See bei Mezerib (Muzayrib, 11 Kilometer nordwestlich von Darʿa) liegen. Im Westen und Südwesten dieses Dorfes fallen die Zaizun-Wasserfälle (Shallalat Zaizun) spektakulär in die Yarmuk-Schlucht. Die anderen nördlichen Zuflüsse führen nur während der Regenzeit im Winter und Frühjahr Wasser. Ein dritter Zufluss, Wadi esh-Shellaleh (Shallah) mündet von Süden ein.
Das vom Yarmuk entwässerte Becken hat eine Fläche von rund 7000 Quadratkilometern. Der größte Teil entfällt auf die vulkanische Basaltebene des Hauran zu beiden Seiten der Landesgrenze. Im weiteren Verlauf Richtung Westen durchquert der Yarmuk die Teillandschaft des Golan (arabisch الجولان al-Dschaulān, lateinisch Gaulanitis), wo er Wasser vom Nahr er-Rukkad erhält, der am Fuß des Chermon entspringt, sowie aus dem ganzjährig Wasser führenden Wadi Masud. Am Übergang vom Basaltplateau des Hauran zu den Kalkformationen des südlichen Golan entspringen auf beiden Seiten des Flusses die meisten Quellen. Der Yarmuk strömt in Kaskaden durch eine tiefe Schlucht; kurz vor der Einmündung sind die Kalksteinklippen bis zu 300 Meter hoch.
Ab Tall Schihab bis Naharaim schlängelt sich die Bahnstrecke Haifa–Darʿā, 1903 bis 1906 erbaut, über mehr als 60 Kilometer durch die Jarmukschlucht, über elf Brücken die Ufer wechselnd und in einer langen Kehre durchs Nachbartal des Nahr al-ʿAlak (نهر العلك), um den starken Höhenabfall des Jarmuks für damalige Bahntechnik tauglich zu nehmen. Dabei überwindet die Bahnstrecke in diesem Abschnitt einen Höhenunterschied von 300 Meter über hinab auf -244 unter dem Meeresspiegel.
Bei der Einmündung des Jarmuks in den Jordan südlich des Sees Genezareth erbaute die Palestine Electric Company in den Jahren 1927 bis 1932 den Jarmukstausee und mit Naharaim das erste Wasserkraftwerk am Ostufer des Jordans, einschließlich der Werkssiedlung Tel-Or („Lichtberg“), um den Norden des Mandatsgebiets Palästina und Transjordaniens mit Strom zu versorgen. Die Invasion arabischer Heere zum Krieg um Israels Unabhängigkeit ab 15. Mai 1948 setzten dem ein Ende, seither liegen die Anlagen brach. Der grenzüberschreitende Bahnverkehr war seit der Palmach-Operation Nacht der Brücken (לֵיל הַגְּשָׁרִים Lejl haGscharīm, 16./17. Juni 1946) unterbrochen, wobei auch der Dschisr al-Ḥammah, die zweite Bahnbrücke über den Jarmuk (von Westen her zählend), vor Chammat Gader gesprengt worden war, zum Wiederaufbau kam es seither nicht.
Zwischen 2001 und 2007 errichtete Jordanien gemeinsam mit Syrien den Al-Wahda-Damm („Damm der Einheit“). Mit der 86 Meter hohen Staudammmauer können bis zu 110 Mio. Kubikmeter Wasser aufgestaut werden, die die Flussschlucht einschließlich flussnaher Agrarflächen und einem Abschnitt der Bahnstrecke überfluten. Die Höhe über dem Meer beträgt am Staudamm 72 Meter, wenige Kilometer flussabwärts bei den Wasserfällen des Wadi Chalid (eine Station der Bahnstrecke Haifa–Darʿa in Syrien) ist der Fluss auf Meereshöhe gefallen, die Mündung in den Jordan liegt 244 Meter unterhalb des Meeresspiegels.

## Geschichte
Am 20. August 636 fand die Schlacht am Jarmuk statt, in der die muslimischen Araber im Zuge der Islamischen Expansion den Truppen des Kaisers Herakleios eine entscheidende Niederlage beibrachten. Das Gefecht führte letztlich zum Verlust der oströmischen Orientprovinzen an die Araber und hat damit welthistorische Bedeutung.